# Ак-Бугдайский этрап
Ак-Бугдайский этрап (туркм. Ak Bugdaý etraby) — этрап в Ахалском велаяте Туркменистана. Административный центр — город Аннау.

## История
Образован в апреле 1977 года как Гяурский район Ашхабадской области Туркменской ССР с центром в посёлке городского типа Аннау.
В августе 1988 года упразднён. В 1992 году восстановлен как Гяурский (Гяверский) этрап в составе Ахалского велаята. Позже был переименован в Ак-Бугдайский этрап.